# Michal Ordoš
Michal Ordoš (Znojmo, 27 januari 1983) is een Tsjechisch voetballer die doorgaans als aanvaller speelt. In het seizoen 2009/10 werd hij met 12 doelpunten toescorer van de Grambrinus liga. Ordoš speelde twee wedstrijden als international in het Tsjechisch voetbalelftal, waarvoor hij niet wist te scoren. Met SK Sigma Olomouc wist hij zowel de Tsjechische beker als de Tsjechische supercup te winnen.

## Interlandcarrière
Op 14 november 2012 maakte Ordoš zijn debuut in het Tsjechisch voetbalelftal.

### Gespeelde interlands
| Interlands van Michal Ordoš voor Tsjechië | Interlands van Michal Ordoš voor Tsjechië | Interlands van Michal Ordoš voor Tsjechië | Interlands van Michal Ordoš voor Tsjechië | Interlands van Michal Ordoš voor Tsjechië | Interlands van Michal Ordoš voor Tsjechië |
| №                                         | Datum                                     | Wedstrijd                                 | Uitslag                                   | Competitie                                | Goals                                     |
| Als speler bij SK Sigma Olomouc           | Als speler bij SK Sigma Olomouc           | Als speler bij SK Sigma Olomouc           | Als speler bij SK Sigma Olomouc           | Als speler bij SK Sigma Olomouc           | Als speler bij SK Sigma Olomouc           |
| ----------------------------------------- | ----------------------------------------- | ----------------------------------------- | ----------------------------------------- | ----------------------------------------- | ----------------------------------------- |
| 1                                         | 14 november 2012                          | Tsjechië – Slowakije                      | 3 – 0                                     | Vriendschappelijk                         |                                           |
| 2                                         | 6 februari 2013                           | Turkije – Tsjechië                        | 7 – 0                                     | Vriendschappelijk                         |                                           |

## Erelijst
| Competitie               |                  |                  |                  |                  |
| Competitie               | Aantal           | Jaren            |                  |                  |
| SK Sigma Olomouc         | SK Sigma Olomouc | SK Sigma Olomouc | SK Sigma Olomouc | SK Sigma Olomouc |
| ------------------------ | ---------------- | ---------------- | ---------------- | ---------------- |
| Tsjechische beker        | 1×               | 2011/12          |                  |                  |
| Tsjechische supercup     | 1×               | 2012             |                  |                  |
| Individueel              |                  |                  |                  |                  |
| Topscorer Gambrinus liga | 1×               | 2009/10          |                  |                  |